# Pierre Robert Olivétan
Pierre Robert Olévitan (Noyon, ca. 1506 - Rome, 1538), ook Petrus Robertus Olivetanus, was een geleerde Franse humanist, auteur van de eerste protestantse Bijbel in het Frans, gebaseerd op de Griekse en Hebreeuwse oerteksten.

## Levensloop
Geboren in Noyon, neemt men aan dat hij een neef was van Johannes Calvijn. Hun beide vaders waren in dienst van de bisschop van Noyon en de beide zoons studeerden samen in Parijs en daarna in Orléans. Volgens Theodorus Beza was het Olivétan die Calvijn in de richting van de Reformatie leidde. In Parijs maakte Olévitan kennis met Jacques Lefebvre d'Etaples en met sommige leden van het Cenakel van Meaux, zoals Guillaume Farel. In Orléans werd hij ongunstig opgemerkt door zijn lutheranisme en was hij in 1528 verplicht de universiteit te verlaten. Hij trok naar Straatsburg om er zijn studies af te maken.
Einde 1529 verhuisde hij naar Genève en werd er lid van de groep predikanten die onder de Leiding van Guillaume Farel het protestantisme verspreidden. Hij werd schoolmeester in Lausanne, en vanaf 1531 in Neuchâtel.
Van 12 tot 17 september 1532 nam hij wellicht deel (het is niet helemaal zeker) aan de Synode van Chanforan bij Angrogna, die 120 predikanten bijeenbracht. Daar werd beslist dat een nieuwe Bijbelvertaling in het Frans moest worden ondernomen en de opdracht hiervoor werd aan Olivétan gegeven. Meteen werden fondsen ingezameld om een onafhankelijke drukkerij, los van katholiek toezicht, op te richten.
Hij zette zich aan het werk en op 12 februari 1535 vermeldde hij dat de vertaling voltooid was. In maart 1535 controleerde hij de drukproeven, bij drukker Pierre de Wingle, gevestigd in Serrières bij Neuchâtel. In 1536 werd Olivétan schoolmeester in Genève. In 1538 ging hij tijdens de zomer op reis in Italië, waar hij, in Rome aangekomen, plots overleed. Het gerucht liep dat hij vergiftigd werd. Als plaats van overlijden wordt ook soms Ferrara gemeld.
In de loop van zijn korte leven publiceerde Olivétan meestal onder pseudoniemen zoals Belisem d'Utopia, Belisem de Belimakom, Pierre Trebor, Kepha en Louis Olivier. Hierdoor vermeed hij veroordelingen op zijn eigen naam.

## De Bijbel van Olivétan

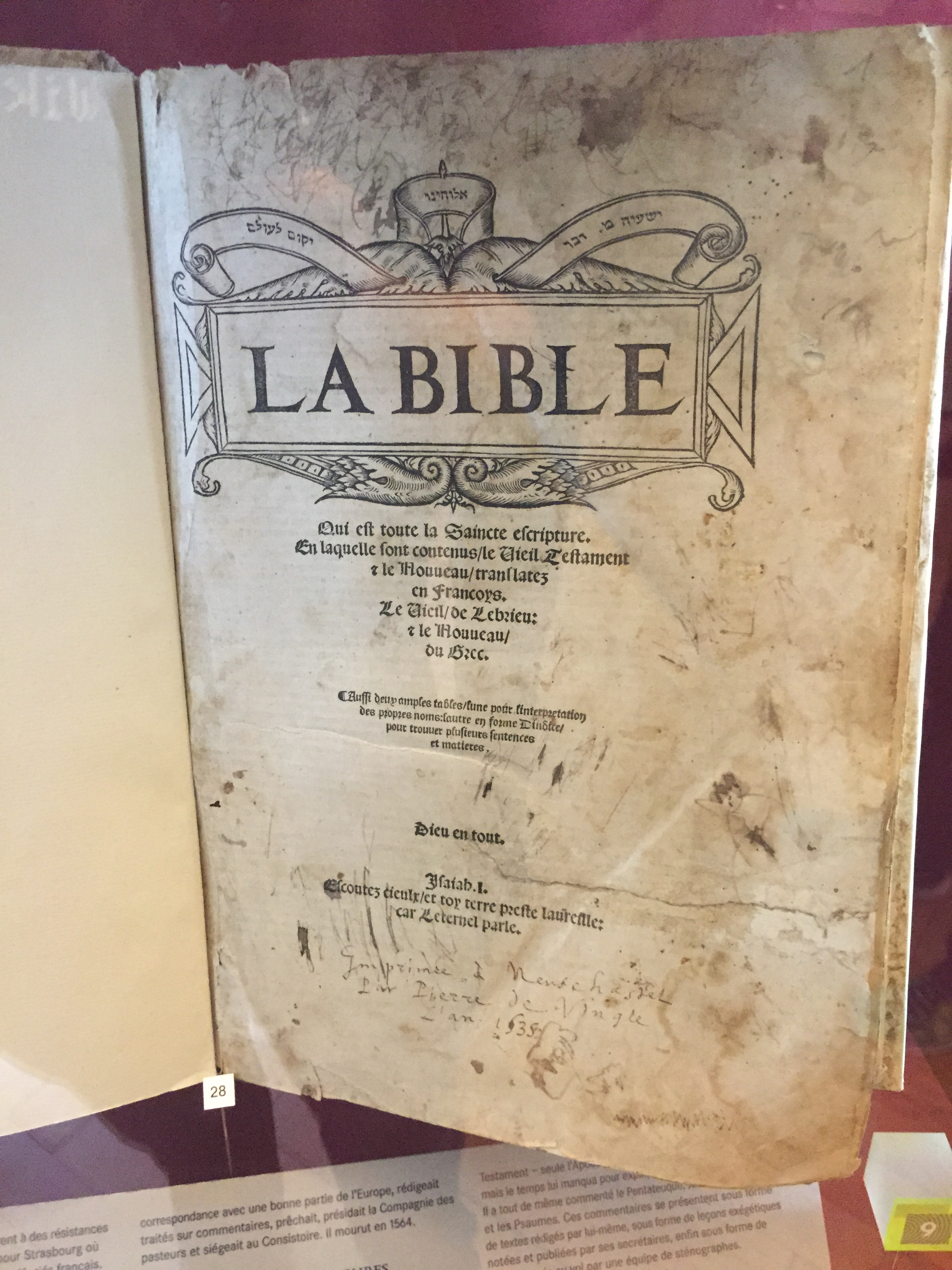
De Bijbel van Olivétan

De door Olivétan vertaalde Bijbel werd in de Franse protestantse kringen vaak de Bijbel van de Martelaars genoemd, hiermee refererend aan de heftige repressie die de verspreiders ervan ondervonden in Piëmont, Provence en Calabrië.
Op 4 juni 1535 kwam de Bijbel van de persen van de drukker Pierre de Wingle, gevestigd in Neuchâtel, in de Molenstraat. Er werden ongeveer duizend exemplaren gedrukt en de verkoop vorderde zeer traag.
Het ging om de eerste Franse Bijbelvertaling die niet gebaseerd was op de Latijnse tekst van de Vulgaat, maar op de oorspronkelijke Hebreeuwse en Griekse teksten. De Bijbel van Olivétan kende talrijke herdrukken en herzieningen, die zijn uitgemond in de Bible de Genève.
Het jaar voordien was bij dezelfde drukker Le Nouveau Testament de Notre Seigneur et seul Sauveur Jésus Christ (...) verschenen. Dit was het Nieuwe Testament in het Frans vertaald door de katholiek Jacques Lefebvre d'Étaples en door Olivétan uitgegeven.
Tegenstanders van de hervorming betwistten trouwens dat Olivétan een nieuwe vertaling had gerealiseerd op basis van de oorspronkelijke teksten en dat hij alleen maar de vertalingen van Lefebvre d'Etaples had overgenomen, met enkele protestantse wijzigingen, om er de eerste Franstalige protestantse Bijbel van te maken.

## Publicaties
- L'instruction des enfants, contenant la manière de prononcer et escrire en françoys (...), Serrières, Pierre de Wingle, 1533 en Genève, Jean Girard, 1537.
- Les Psalmes de David, translatez d'ebreu en françoys, Genève, 1537.

## Eerbetoon
- In 2003 heeft de 'Eglise Réformée de France' verschillende protestantse uitgeverijen gegroepeerd onder de naam Editions Olivétan.
- De Bijbel van Olivétan en andere van zijn werken zijn digitaal op het internet te vinden.